# Монтекарото
Монтекарото (итал. Montecarotto) насеље је у Италији у округу Анкона, региону Марке.
Према процени из 2011. у насељу је живело 1584 становника. Насеље се налази на надморској висини од 334 м.

## Становништво
Према резултатима пописа становништва 2011. у општини је живело 2.080 становника.
| 1936. | 1951. | 1961. | 1971. | 1981. | 1991. | 2001. | 2011. |
| ----- | ----- | ----- | ----- | ----- | ----- | ----- | ----- |
| 3.618 | 3.763 | 3.134 | 2.496 | 2.399 | 2.181 | 2.176 | 2.080 |